# Prosthechea hajekii
Prosthechea hajekii är en orkidéart som beskrevs av David Edward Bennett och Eric Alston Christenson. Prosthechea hajekii ingår i släktet Prosthechea och familjen orkidéer.
Artens utbredningsområde är Peru. Inga underarter finns listade i Catalogue of Life.